# Ružena Kováčová
Ružena Kováčová je slovenská nevidomá zpěvačka. Obsadila 3. místo v 7. řadě soutěže Česko Slovensko má talent (2018).

## Účast v soutěži Česko Slovensko má talent
Ružena se zúčastnila castingu v soutěži Česko Slovensko má talent a postoupila dále do Velkého třesku. Porotci ji ve Velkém třesku poslali do finále, které se konalo v Bratislavě, kde se dostala umístila na 3. místě po rapperovi Bokim a bubenici Nikoletě Šurinové.